# 刘咏梅
刘咏梅（1967年7月—），女，汉族，安徽望江人，中华人民共和国政治人物。现任广西壮族自治区政协副主席，广西壮族自治区妇联主席、党组书记。